# József és Asenát
József és Asenát, más írásmóddal József és Aszeneth egy regényes tartalmú ószövetségi apokrif irat, amely Józsefnek, Jákob fiának a szerelmi történetét meséli el Asenáttal, az egyiptomi főpap leányával.

### Keletkezési ideje, eredeti nyelve, hatása
Egyes vélemények szerint a művet héber nyelvről fordították görögre, mások szerint eredetileg is görögül íródott. Nyelve egyszerű és világos. Úgy tartják, hogy egy héber legendára alapozott keresztény átdolgozás, keletkezési idejét a Kr. u. 4. században jelölik meg.
Számos másolat maradt fenn róla a korai századokból, ami kedveltségét valószínűsíti. A 10. századtól tudni több fordításáról, Európába pedig a 14. században került, és vált ismertté. Latin nyelvről az első fordítását John Lydgate (1370–1451) készítette el óangolra. A mű hatást gyakorolt Vincent de Beauvaisra, Philipp von Zesenre és Grimmelhausenre is. Témaköre kedvelt volt a miniatúrafestészetben: Józsefet Jákób áldásánál gyakran egy egyiptomi leánnyal együtt ábrázolták. Rembrandt Karavánjában szerepelteti.

### Tartalma
A 29 fejezetből álló mű a Biblia által Mózes első könyvében elmesélt József-történetbe ott kapcsolódik be, ahol József a fáraó jóvoltából az ország második embere lett. Az apokrif történet szerint József beleszeret a 18 éves csodaszép Potifár héliopoliszi főpap leányába. Bár kezdetben nem akarják Asenátot hozzáadni a pásztorfiúból felemelkedett Józsefhez, az mégis beleszeret az ifjúba puszta híréért. Amikor meglátja Józsefet, böjtöl és imádkozik (12–13. fej., „Asenát imája” néven ismert), majd megtér Izrael Istenéhez. Mihály arkangyal is megjelenik, csodákat tesz, majd Józseffel az égbe emelkedik. József később visszatér, és összeházasodik Asenáttal.
Eközben a fáraó fia Gád törzsével szövetkezik József ellen. József testvére, Benjámin megmenti Asenátot, a fáraó azonban fiával együtt elesik csatában. Így József lesz Egyiptom fáraója.

## Magyar nyelvű fordítás
- József és Aszeneth. Ókori regény József pátriárkáról és feleségéről, az egyiptomi Aszenethről; görögből ford., bev., jegyz., utószó Bolyki János, szerk. Visky S. Béla; Koinónia, Kolozsvár, 2005 ISBN 9789737605184, 125 p.
- http://churchofgod.hu/